# George McGinnis
George F. McGinnis (Harpersville, 12 agosto 1950 – Indianapolis, 14 dicembre 2023) è stato un cestista statunitense, professionista nella ABA e nella NBA.

## Carriera
Venne selezionato dai Philadelphia 76ers al secondo giro del Draft NBA 1973 (22ª scelta assoluta).
Il 28 Novembre 1972 nella partita contro i Dallas Chaparrals mise a segno 58 punti, record di sempre nella storia degli Indiana Pacers, insieme a 16 rimbalzi e 8 palle rubate, diventando inoltre il primo giocatore di sempre in ABA e NBA a mettere a segno almeno 50 punti e 8 palle rubate, record eguagliato in seguito solo da Michael Jordan.
Detiene anche i record di franchigia per i Pacers in una singola partita per rimbalzi totali (37) e rimbalzi offensivi (16).
Durante i Playoff 1975, nelle 18 partite giocate, chiuse con medie da 32,3 punti, 15,9 rimbalzi, 8,2 assist e 2,0 palle rubate a partita, guidando la classifica nei Playoff ABA nelle categorie per il maggior numero di: punti realizzati, canestri dal campo a segno, rimbalzi totali, rimbalzi difensivi e offensivi, assist, tiri liberi realizzati, tiri da tre realizzati e palle perse.
Inoltre George McGinnis fu il primo giocatore di sempre tra ABA e NBA a realizzare una tripla doppia con almeno 50 punti segnati in una gara di playoff (51 punti, 17 rimbalzi e 10 assist) il 12 Aprile 1975 contro i San Antonio Spurs, impresa poi riuscita solo a Russell Westbrook il 19 Aprile 2017.
Le 14 triple doppie realizzate in ABA (9 in regular season e 5 nei playoff) sono con ogni probabilità il maggior numero di triple doppie fatte registrare da un giocatore nella storia dell'ABA.
Il 2 Novembre 1985 gli Indiana Pacers ritirarono la sua maglia numero 30 insieme a quelle dei suoi compagni di squadra Mel Daniels e Roger Brown.

## Statistiche
| † | Denota una stagione in cui ha vinto il titolo ABA |
| * | Primo nella lega                                  |
| * | Record                                            |

### ABA-NBA

#### Regular Season
| Anno            | Squadra                  | PG  | PT | MP   | TC%  | 3P%  | TL%  | RP   | AP  | PRP | SP  | PP    |
| --------------- | ------------------------ | --- | -- | ---- | ---- | ---- | ---- | ---- | --- | --- | --- | ----- |
| 1971-1972†      | Indiana Pacers (ABA)     | 73  |    | 29,8 | 46,5 | 15,8 | 64,5 | 9,7  | 1,9 |     |     | 16,9  |
| 1972-1973†      | Indiana Pacers           | 82  |    | 40,8 | 49,5 | 25,0 | 66,5 | 12,5 | 2,5 | 2,0 |     | 27,6  |
| 1973-1974       | Indiana Pacers           | 80  |    | 40,8 | 46,8 | 14,7 | 68,3 | 15,0 | 3,3 | 2,0 | 0,5 | 25,9  |
| 1974-1975       | Indiana Pacers (ABA)     | 79  |    | 40,4 | 45,1 | 35,4 | 72,4 | 14,3 | 6,3 | 2,6 | 0,7 | 29,8* |
| 1975-1976       | Philadelphia 76ers (NBA) | 77  | 77 | 38,3 | 41,7 |      | 74,0 | 12,6 | 4,7 | 2,6 | 0,5 | 23,0  |
| 1976-1977       | Philadelphia 76ers       | 79  | 78 | 35,1 | 45,8 |      | 68,1 | 11,5 | 3,8 | 2,1 | 0,5 | 21,4  |
| 1977-1978       | Philadelphia 76ers       | 78  | 76 | 32,5 | 46,3 |      | 71,6 | 10,4 | 3,8 | 1,8 | 0,3 | 20,3  |
| 1978-1979       | Denver Nuggets           | 76  |    | 33,6 | 47,4 |      | 66,5 | 11,4 | 3,7 | 1,7 | 0,7 | 22,6  |
| 1979-1980       | Denver Nuggets           | 45  |    | 31,6 | 45,9 | 14,3 | 54,1 | 10,3 | 4,9 | 1,5 | 0,4 | 15,6  |
| 1979-1980       | Indiana Pacers           | 28  |    | 28,0 | 43,7 | 12,5 | 57,5 | 8,5  | 4,0 | 1,1 | 0,2 | 13,2  |
| 1980-1981       | Indiana Pacers           | 69  |    | 26,7 | 45,3 | 0,0  | 53,8 | 7,7  | 3,0 | 1,4 | 0,4 | 13,1  |
| 1981-1982       | Indiana Pacers           | 76  | 4  | 17,6 | 37,3 | 0,0  | 45,3 | 5,2  | 2,7 | 1,3 | 0,4 | 4,7   |
| Carriera ABA    | Carriera ABA             | 314 |    | 38,2 | 47,0 | 29,0 | 68,2 | 12,9 | 3,5 | 2,2 | 0,6 | 25,2  |
| Carriera NBA    | Carriera NBA             | 528 |    | 30,7 | 44,8 |      | 65,1 | 9,8  | 3,8 | 1,7 | 0,4 | 17,2  |
| Carriera Totale | Carriera Totale          | 842 |    | 33,5 | 45,8 |      | 66,4 | 11,0 | 3,7 | 1,9 | 0,5 | 20,2  |

#### Massimi in carriera
Regular Season
- Massimo di punti in ABA: 58 vs Dallas Chaparrals (28 novembre 1972)
- Massimo di punti in NBA: 43 vs Houston Rockets (9 gennaio 1980)
- Massimo di rimbalzi in ABA: 37 vs Carolina Cougars (12 gennaio 1974)
- Massimo di rimbalzi in NBA: 25 vs New York Knicks (4 febbraio 1977)
- Massimo di assist in ABA: 13 (2 volte)
- Massimo di assist in NBA: 12 vs Washington Bullets (27 novembre 1979)
- Massimo di palle rubate in ABA: 8 vs Dallas Chaparrals (28 novembre 1972)*
- Massimo di palle rubate in NBA: 7 vs Atlanta Hawks (8 marzo 1977)
- Massimo di stoppate in ABA: 2 vs San Antonio Spurs (18 dicembre 1974)*
- Massimo di stoppate in NBA: 3 (8 volte)

(* tenendo conto dei dati ABA al momento disponibili e che le statistiche di queste categorie vennero registrate sistematicamente solo dalla stagione ABA 1973-1974)

#### Play-off
| Anno            | Squadra                  | PG  | PT | MP   | TC%  | 3P%  | TL%  | RP   | AP  | PRP | SP  | PP   |
| --------------- | ------------------------ | --- | -- | ---- | ---- | ---- | ---- | ---- | --- | --- | --- | ---- |
| 1972†           | Indiana Pacers (ABA)     | 20* |    | 31,7 | 40,6 | 26,7 | 62,7 | 11,4 | 2,6 |     |     | 15,5 |
| 1973†           | Indiana Pacers           | 18  |    | 40,6 | 45,1 | 0,0  | 73,2 | 12,3 | 2,2 |     |     | 23,9 |
| 1974            | Indiana Pacers           | 14  |    | 41,8 | 45,6 | 28,6 | 74,4 | 11,9 | 3,4 | 1,1 | 0,4 | 24,0 |
| 1975            | Indiana Pacers (ABA)     | 18* |    | 40,6 | 46,8 | 31,5 | 68,8 | 15,9 | 8,2 | 2,0 | 0,6 | 32,3 |
| 1976            | Philadelphia 76ers (NBA) | 3   |    | 40,0 | 47,5 |      | 61,1 | 13,7 | 4,0 | 0,3 | 1,3 | 23,0 |
| 1977            | Philadelphia 76ers       | 19* |    | 31,7 | 37,4 |      | 57,0 | 10,4 | 3,6 | 1,2 | 0,3 | 14,2 |
| 1978            | Philadelphia 76ers       | 10  |    | 27,3 | 42,4 |      | 83,7 | 7,8  | 3,0 | 1,5 | 0,1 | 14,7 |
| 1981            | Indiana Pacers           | 2   |    | 19,5 | 20,0 | 0,0  | 50,0 | 5,0  | 3,5 | 1,0 | 0,0 | 5,0  |
| Carriera ABA    | Carriera ABA             | 70  |    | 38,3 | 44,9 | 29,0 | 69,5 | 12,9 | 4,1 | 1,6 | 0,5 | 23,7 |
| Carriera NBA    | Carriera NBA             | 34  |    | 39,5 | 0,0  |      | 64,0 | 9,6  | 3,5 | 1,2 | 0,3 | 14,6 |
| Carriera Totale | Carriera Totale          | 104 |    | 35,7 | 43,5 |      | 68,2 | 11,8 | 3,9 | 1,4 | 0,4 | 20,7 |

#### Massimi in carriera
Play-off
- Massimo di punti in ABA: 51 vs San Antonio Spurs (12 aprile 1975)
- Massimo di punti in NBA: 34 vs Buffalo Braves (16 aprile 1976)
- Massimo di rimbalzi in ABA: 24 vs San Antonio Spurs (10 aprile 1975)
- Massimo di rimbalzi in NBA: 16 vs Portland Trail Blazers (5 giugno 1977)
- Massimo di assist in ABA: 14 (2 volte)
- Massimo di assist in NBA: 9 vs Houston Rockets (13 maggio 1977)
- Massimo di palle rubate in ABA: 5 vs Denver Nuggets (20 aprile 1975)*
- Massimo di palle rubate in NBA: 4 vs Portland Trail Blazers (5 giugno 1977)
- Massimo di stoppate in ABA: 2 (2 volte)*
- Massimo di stoppate in NBA: 1 (4 volte)

(* tenendo conto dei dati ABA al momento disponibili e che le statistiche di queste categorie vennero registrate sistematicamente solo dalla stagione ABA 1973-1974)

## Palmarès
- Campionato ABA: 2

Indiana Pacers: 1972, 1973
- ABA Most Valuable Player Award (1975)
- ABA Playoffs Most Valuable Player (1973)
- ABA All-Rookie Team (1972)
- NCAA AP All-America Third Team (1971)
- All-ABA Team: 3

First Team: 1974, 1975
Second Team: 1973
- ABA All-Star Game: 3

1973, 1974, 1975
- All-NBA Team: 2

First Team: 1976
Second Team: 1977
- NBA All-Star Game: 3

1976, 1977, 1979
- Migliore marcatore della stagione ABA (1974-1975)
- Maggior numero di punti realizzati in una singola stagione ai Playoff nella storia ABA (1975) (581)
- Maggior numero di tiri dal campo realizzati in una singola stagione ai Playoff nella storia ABA (1975) (213)
- Maggior numero di tiri liberi segnati in stagione ABA: (1974-1975)
- 2 volte maggior numero di tiri liberi realizzati in stagione nei Playoff ABA: (1973-1974), (1974-1975) (record condiviso con Dan Issel)
- Ventunesimo miglior marcatore di sempre ABA
- Quinto miglior marcatore di sempre per numero di punti segnati nei Playoff ABA (58° sommando ABA e NBA)
- Sesto migliore marcatore di sempre per punti a partita ABA in regular season (25,2 punti a partita)
- Ventiduesimo migliore rimbalzista di sempre ABA (59° sommando ABA e NBA)
- Sesto migliore rimbalzista di sempre per rimbalzi a partita ABA in regular season (12,9 rimbalzi a partita)
- Quarto migliore rimbalzista di sempre per rimbalzi a partita ABA nei Playoff (12,9 rimbalzi a partita)
- Quarantaquattresimo per numero di assist di sempre ABA
- Sesto miglior giocatore per palle rubate di sempre ABA
- Sesto migliore giocatore di sempre per palle rubate a partita ABA in regular season (2,2 palle rubate a partita)
- Trentasettesimo per numero di stoppate di sempre ABA
- ABA All-Time Team